# Auspicia (časopis)
Auspicia je vědecký recenzovaný časopis se zaměřením na oblasti společenských a humanitních věd. Od svého založení v roce 2004 byl vydáván Vysokou školou evropských a regionálních studií ve spolupráci s Filosofickým ústavem Akademie věd ČR v Praze a s jihočeskou pobočkou České společnosti pro politické vědy v Českých Budějovicích. V souvislosti s novou vizí a částečně i aktuální specifikací obsahového zaměření je od roku 2019 spoluvydavatelem Vysoká škola technická a ekonomická – Ústav podnikové strategie České Budějovice. Původní periodicita vydávání časopisu se změnila na stávající dvě vydání ročně, v jeho jen elektronické podobě. Mezinárodní periodikum prošlo několika podstatnými změnami, mezi které patří: nově ustanovená mezinárodní redakční rada časopisu, která byla doplněna významnými odborníky z oblasti společenských a humanitních věd, stanovení čtyř tematických sekcí, jež vymezují obsahové zaměření periodika, v souvislosti s mezinárodním rozměrem časopisu jsou preferovány příspěvky v anglickém jazyce, mimo možnost publikování v češtině. Časopis se hlásí k principu otevřeného přístupu a v roce 2016 byl zařazen do mezinárodní databáze ERIH+. Rada pro výzkum, vývoj a inovace jako odborný a poradní orgán vlády ČR zařadila časopis Auspicia mezi recenzované neimpaktované časopisy uvedených v NRRE. Od roku 2020 je zajištěna přesná identifikace každého publikovaného článku prostřednictvím centralizovaného systému identifikátorů DOI. V současné době a na základě pozitivního ohlasu v akademickém prostředí přispívají do jednotlivých vydání časopisu autoři ze zahraničí, ale i z Česka.